# Bundesamt für das Heimatwesen

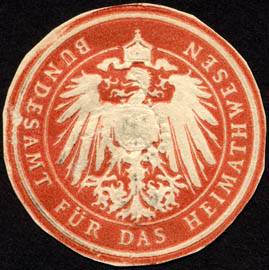
Siegelmarke Bundesamt für das Heimatwesen

Das Bundesamt für das Heimatwesen (auch Heimatsamt) war ein oberes Verwaltungsgericht im Deutschen Reich mit dem Sitz in Berlin. Es war das älteste Reichsverwaltungsgericht und wurde durch das Gesetz über den Unterstützungswohnsitz vom 6. Juni 1870 errichtet.

## Aufgaben
Das Bundesamt für das Heimatwesen entschied in letzter Instanz in Streitigkeiten zwischen verschiedenen Armenverbänden über die öffentliche Unterstützung Hilfsbedürftiger, sofern die streitenden Armenverbände verschiedenen Bundesstaaten des Deutschen Reichs angehörten. Das Bundesamt konnte auch über die Streitigkeiten zwischen Armenverbänden derselben Länder entscheiden. Hierzu war eine entsprechende landesgesetzliche Ermächtigung der Bundesstaaten erforderlich. Von dieser Ermächtigung hatten bis 1908 Gebrauch gemacht:
- Preußen
- Hessen
- Sachsen-Weimar
- Oldenburg
- Braunschweig
- Sachsen-Altenburg
- Sachsen-Coburg-Gotha
- Anhalt
- Schwarzburg-Rudolstadt
- Schwarzburg-Sondershausen
- Waldeck
- Reuß jüngere Linie
- Lippe
- Lübeck
- Bremen

1909 folgte Elsaß-Lothringen.
In Bayern wurde das maßgebliche Unterstützungswohnsitzgesetz erst zum 1. Januar 1916 eingeführt. Die Reichsfürsorgepflichtverordnung vom 13. Februar 1924 regelte das Rechtsverfahren nicht, das Bundesamt bestand und wirkte weiter. Es wurde erst zum 1. Januar 1940 aufgehoben. Die Entscheidungen dieses Gerichts, die in 96 Bänden gedruckt vorliegen, haben für die Praxis der Armenverbände/Fürsorgeverbände große Bedeutung gehabt.

## Geschäftsgang
Der Geschäftsgang des Bundesamts für das Heimatwesen wurde durch ein Regulativ geordnet, das im „Centralblatt für das Deutsche Reich“ 1873 abgedruckt ist. Die Entscheidungen ergingen gebührenfrei  in öffentlicher Sitzung und wurden „Im Namen des Deutschen Reichs“ erlassen. 1928 wurde das mündliche Verfahren eingeschränkt.

## Vorsitzender und Mitglieder
Das Bundesamt bestand aus einem Vorsitzenden und mindestens vier Mitgliedern, wobei der Vorsitzende und die Hälfte der Mitglieder die Qualifikation zum Richteramt besitzen mussten. Diese wurden auf Vorschlag des Bundesrates vom Kaiser auf Lebenszeit ernannt. Das Amt konnte als Nebenamt übertragen werden, es erfolgte eine weitgehende Gleichstellung (bezüglich Versetzung, Disziplinarbestrafung, Dienstenthebung) mit den Mitgliedern des Reichsgerichts.
Folgende Ernennungen der Gründungsmitglieder wurden im Reichs-Gesetzblatt veröffentlicht:
- 1871

zum Vorsitzenden:
der  Preußische Geheime Legationsrat und vortragende Rat im Auswärtigen Amt Bernhard König (Berlin);
zu Mitgliedern:
der Preußische Ober-Tribunalrat Otto Thümmel (Berlin)
der Preußische Geheime Regierungsrat und vortragende Rat im Ministerium des Innern Wilhelm Wohlers  (Berlin)
der Königlich Preußische Kammergerichtsrat Edwin von Drenkmann (Berlin)
der Großherzoglich Sächsische Staatsanwalt Karl Göpel (Eisenach).
- 1872

zum Mitglied:
der Preußische Ober-Tribunalrat Ernst von Holleben  (Berlin).